# Dustin Nguyen (Comiczeichner)

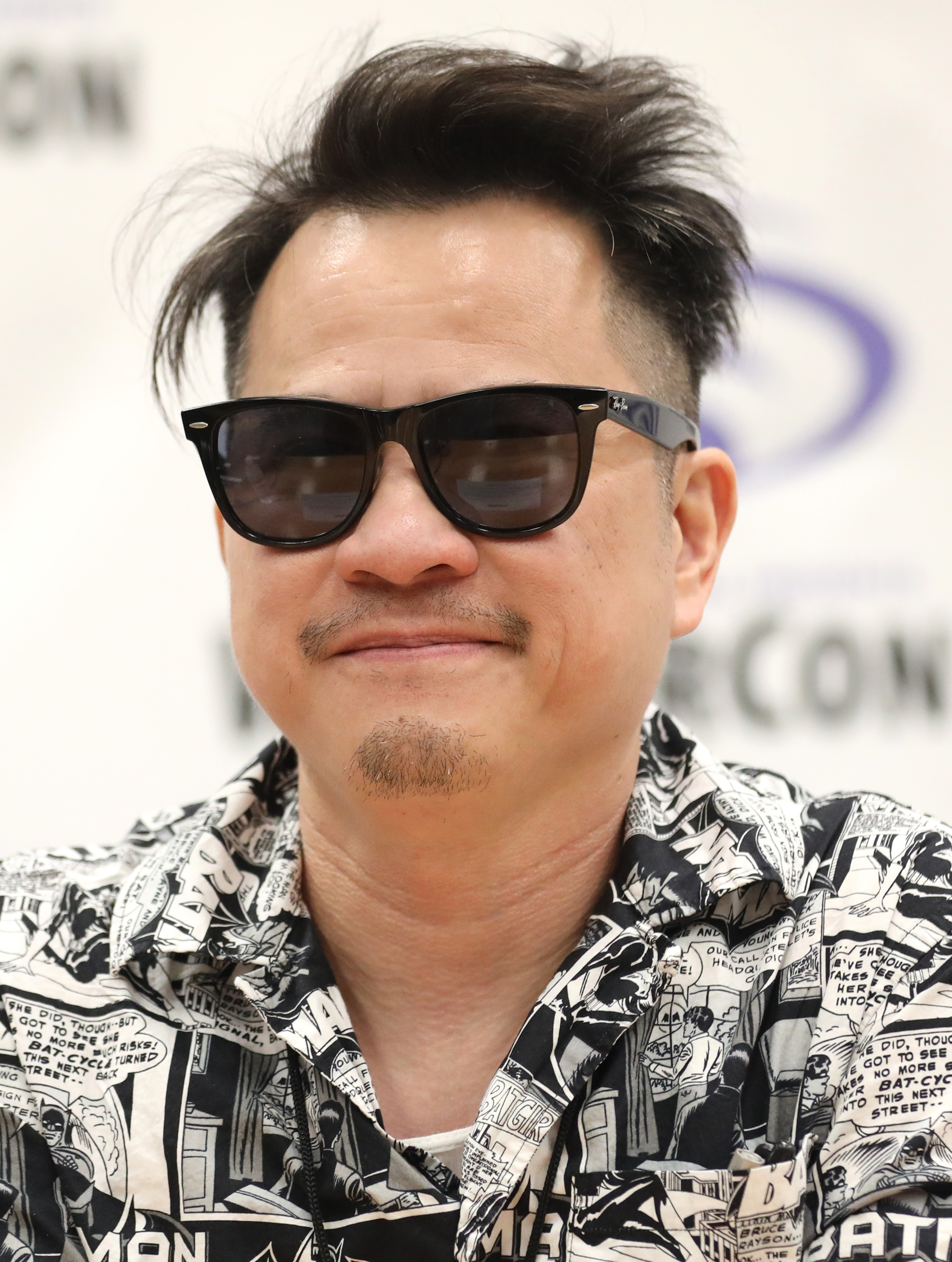
Dustin Nguyen (2024)

Dustin Nguyen (geboren 1976) ist ein vietnamesischer Comiczeichner, der für die Serie Descender zweimal den Eisner Award gewann.

## Werdegang
Nguyens Comic-Karriere begann im Jahr 2000 beim amerikanischen Verlag Wildstorm. Später wechselte er zu DC-Comics, wo er zusammen mit Joe Casey die Version 3.0 von Wildcats veröffentlichte. Er arbeitete unter anderem mit Größen wie Ed Bubaker, Judd Winick und Scott Lobdell zusammen an den Serien The Authority, Batman, Superman / Batman und Detective Comics.
2012 publizierte Nguyen zusammen mit dem Schriftsteller Scott Snyder die Vertigo-Miniserie American Vampire: Lord of Nightmares, welche es 2013 auf die Bestseller-Liste der New York Times schaffte.
Ab 2015 malte Nguyen für Jeff Lemires Image-Comics-Serie Descender, für die er 2016 und 2019 den Eisner Award gewann.

## Werke [Auszug]
- American Vampire: Lord of Nightmares #1–5 (mit Scott Snyder, Vertigo, 2012)
- Descender #1–32 (mit Jeff Lemire, Image, 2015–2018)
  - Volume 1: Tin Stars #1–6, Image, 2015, ISBN 1632154269, dt.: Descender Band 1: Sterne aus Blech. Splitter, 2015, ISBN 978-3-95839-166-6
  - Volume 2: Machine Moon #7–11, Image, 2016, ISBN 1632156768, dt.: Descender Band 2: Maschinenmond. Splitter, 2016, ISBN 978-3-95839-167-3
  - Volume 3: Singularities #12–16, Image, 2016, ISBN 1632158787, dt.: Descender Band 3: Singularitäten. Splitter, 2017, ISBN 978-3-95839-168-0
  - Volume 4: Orbital Mechanics #17–21, Image, 2017, ISBN 1534301933, dt.: Descender Band 4: Orbitalmechanik. Splitter, 2017, ISBN 978-3-95839-169-7
  - Volume 5: Rise of The Robots #22–26, Image, 2018, ISBN 1534303456, dt.: Descender Band 5: Aufstand der Roboter. Splitter, 2018, ISBN 978-3-96219-115-3
  - Volume 6: The Machine War #27–32, Image, 2018, ISBN 9781534306905, dt.: Descender Band 6: Der Maschinenkrieg. Splitter, 2019, ISBN 978-3-96219-116-0
- Ascender #1–14 (mit Jeff Lemire, Image, 2019–2021)
  - Volume 1: The Haunted Galaxy #1–5, 136 Seiten, 2019, ISBN  9781534313484, dt.: Ascender Bd. 1: Die verwunschene Galaxie, 136 Seiten, 2019, Splitter, ISBN 978-3-96219-374-4
  - Volume 2: The Dead Sea #6–10, 128 Seiten, 2020, ISBN 9781534315938, dt.: Ascender Bd. 2: Das Tote Meer, 128 Seiten, 2020, Splitter, ISBN 978-3-96219-375-1
  - Volume 3: The Digital Mage #11–14, 96 Seiten, 2020, ISBN 9781534317260, dt.: Ascender Bd. 3: Der digitale Magier, 96 Seiten, 2021, Splitter, ISBN 978-3-96219-376-8